# Pristiphora congener
Pristiphora congener är en stekelart som först beskrevs av William Forsell Kirby 1882.  Pristiphora congener ingår i släktet Pristiphora, och familjen bladsteklar. Arten är reproducerande i Sverige.